# Gatesville (Carolina do Norte)
Gatesville é uma cidade  localizada no estado norte-americano de Carolina do Norte, no Condado de Gates.

## Demografia
Segundo o censo norte-americano de 2000, a sua população era de 281 habitantes.
Em 2006, foi estimada uma população de 305, um aumento de 24 (8.5%).

## Geografia
De acordo com o United States Census Bureau tem uma área de 1,1 km², dos quais 1,1 km² cobertos por terra e 0,0 km² cobertos por água. Gatesville localiza-se a aproximadamente 10 m acima do nível do mar.

## Localidades na vizinhança
O diagrama seguinte representa as localidades num raio de 24 km ao redor de Gatesville.